# Erik Lallerstedt

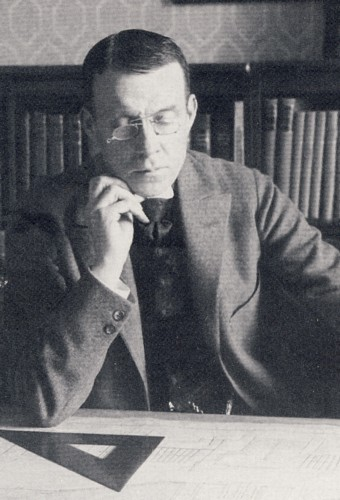
Erik Lallerstadt um 1920

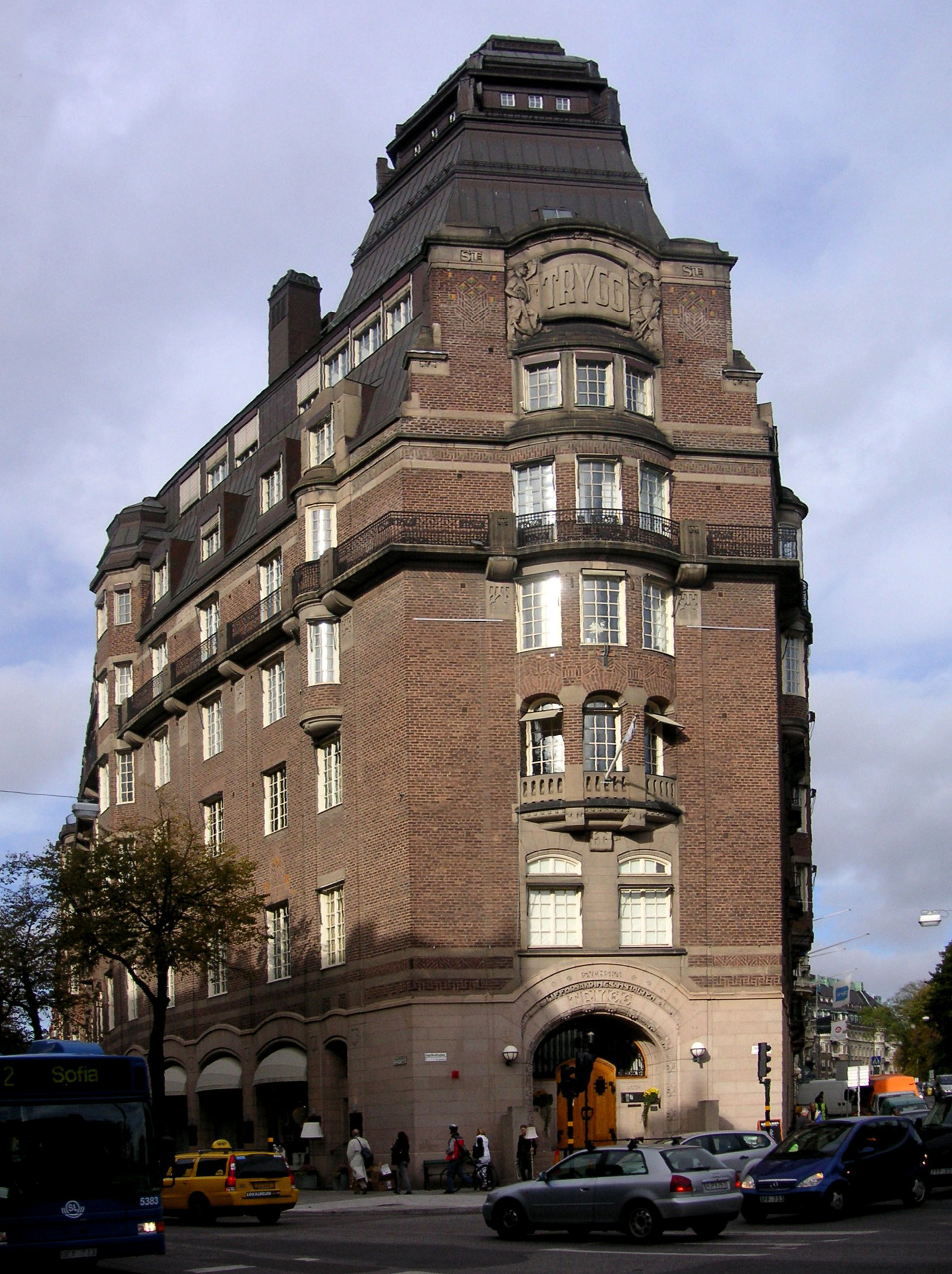
Trygghuset, Birger Jarlsgatan 32, Stockholm

Erik Lallerstedt (* 19. April 1864; † 2. Februar 1955) war ein schwedischer Architekt und Vertreter der schwedischen Nationalromantik und des schwedischen Klassizismus.
Erik Lallerstedt studierte während der Jahre 1882 bis 1889 an der Königlich Technischen Hochschule Stockholm und an der Kunstakademie Stockholm. Eines seiner Frühwerke war die Sankt Peterskirche in Stockholm (1900–1901). Er machte sich bald einen Namen mit seinen monumentalen Backsteinbauten, die anfangs noch stark vom Jugendstil inspiriert waren. Ein Beispiel dafür ist das Gebäude für die Versicherungsanstalt Trygg in Stockholm (1906). Eine mehr neoklassizistische Richtung bekamen die Bauten für die Königlich Technische Hochschule (1911–1940).
Weitere Werke sind die Bauten für die Versicherungsanstalt Thule in Stockholm, zusammen mit Ture Rydberg (1915–1917) und verschiedene Wohnhäuser in Stockholm (1923–1924), in einem wohnte er selbst. Für die schwedische Post entwarf er eine lange Reihe von Neubauten in ganz Schweden, so das Posthaus und Reichsbankbüro in Kristianstad (1916–1917), das Posthaus in Åsele (1926), das Posthaus in Kristinehamn (1927) und das Postgirohaus in Stockholm (1930). Zusammen mit Sigurd Lewerentz und David Helldén entwarf er das Musiktheater Malmö (1933–1944).
Erik Lallerstedts Sohn war der Architekt Lars-Erik Lallerstedt (1910–1978) und sein Enkel ist der Koch und Stockholmer Restaurant- und Gaststättenbetreiber Erik Lallerstedt.

## Werke (Auswahl)
- Konstakademin, Fredsgatan 12, Stockholm, 1893–96 (Um- und Anbau)
- Französische Botschaft, Naravavägen 26-28, Stockholm, 1900
- Sankt Peterskyrkan, Metodistkyrka, Upplandsgatan 12, Stockholm, 1901
- Matteus kyrka, Dalag 80-82, Stockholm, 1901–03
- Waxholms Hotell, Waxholm, 1903
- Riksbanken, Stortorget, Växjö, 1909
- Trygghuset, Birger Jarlsgatan 32, Stockholm, 1907–10
- Wohnhäuser, Lärkstaden, Baldersgatan 4, Stockholm, 1909–10
- Riksbank-, post-, telegrafhuset, Västra Kyrkogatan/Biskopsgatan, Västerås, 1911
- Kungliga Tekniska Högskolan, Stockholm, 1914–17 + senare tillbyggnad
- Thulehuset, Kungsträdgårdsgatan 14, Stockholm, 1915–17 (med Ture Ryberg)
- Posthaus, Östra Storgatan, Kristianstad, 1916–17
- Posthaus, Åsele, 1926
- Juridicum, Norrtullsgatan 2-6, Stockholm, 1925–26
- Posthaus, Kristinehamn, 1927
- Posthaus Odengatan/Dalagatan, Stockholm, 1928–29
- Missionskyrka, Östermalmsgatan, Motala, 1929
- Postgiro-Haus, Klara norra kyrkogatan 12-16, Stockholm, 1930–38
- Riksbanken, Visby, 1934
- Wohnhaus, Kungsholmsgatan 2, Stockholm, 1935–36
- Posthaus, Nybrog 57, Stockholm, 1936
- Posthaus/Bostadshus, Fridhemsg 7-11, Stockholm, 1938–39
- Musiktheater Malmö, 1944 (mit Sigurd Lewerentz)
- Posthaus, Kalmar, 1945